# Алексий (Лавров-Платонов)
Архиепи́скоп Алекси́й (в миру Алекса́ндр Фёдорович Лавро́в-Плато́нов; 21 августа (2 сентября) 1829, село Семёновское, Пошехонский уезд, Ярославская губерния — 10 (22) ноября 1890, Вильно) — епископ Православной российской церкви, архиепископ Литовский и Виленский (с 1885 года), богослов.

## Биография
Родился в семье священника села Семёновского Пошехонского уезда Ярославской губернии.
В 1844 году окончил Пошехонское уездное духовное училище, в 1850 году — Ярославскую духовную семинарию и поступил в Московскую духовную академию, которую окончил в июне 1854 года: 1-й магистр XIX курса с присоединением прибавочной фамилии — Платонов. Как лучший и даровитый студент, он был оставлен бакалавром церковного законоведения при академии (до 1864) и церковной словесности (до декабря 1863).
Был удостоен 31 августа 1855 года степени магистра за сочинение под заглавием: «Обетования и пророчества о Христе в пятикнижии Моисеевом».
С 1862 года до 1870 года преподавал греческий язык в высшем отделении Московской духовной академии (до 1870).
С 10 февраля 1864 года — экстраординарный профессор по кафедре греческого языка и библиотекарь Академии.
Будучи в академии, профессор Лавров постоянно отличался особенным смирением, кротостью и религиозностью, вследствие чего стремился принять священный сан, но разные обстоятельства всё не позволяли привести в исполнение это намерение.
В 1870 году перешёл на кафедру Церковного законоведения.
С 1870 по 1873 год Лавров, как выдающийся канонист, участвовал в известной комиссии по преобразованию судебной части по духовному ведомству. Явившись от комиссии Представителем и защитником суда епископского, он тогда же напечатал по этому вопросу несколько научных исследований, из коих главное место занимает: «Предполагаемая реформа церковного суда», 2 вып., СПб., 1873 г.
В 1877 году овдовел (ещё раньше в десятилетнем возрасте скончалась его единственная дочь) и 9 января 1878 года принял монашество с именем Алексий; 17 марта возведён в сан архимандрита и определён настоятелем Саввина-Сторожевского монастыря.
30 апреля 1878 года хиротонисан во епископа Можайского, второго викария Московской митрополии.
С 22 января 1883 года — епископ Дмитровский, первый викарий Московской епархии.
С 9 марта 1885 года — епископ Таврический и Симферопольский. Но ещё до того как выехать в свою епархию, получил новое назначение.
11 мая 1885 года назначен епископом Литовским и Виленским, священноархимандритом Свято-Духова Виленского монастыря.
20 марта 1886 года возведён в сан архиепископа, назначен священноархимандритом Саввино-Сторожевского монастыря.
В июне 1889 года организовал торжества по случаю 50-летия воссоединения белорусско-литовских униатов.
Награждён орденом Св. Владимира 2-й и 3-й ст.
Скоропостижно скончался от инфаркта 10 ноября 1890 года в Вильне, погребён в Свято-Духовом монастыре в пещерной церкви, у левой стороны пещеры.

## Достижения
Приобрёл всеобщую известность своей учёностью и глубоким знанием канонического права. Его труды всегда отличались глубокой обоснованностью, строгостью взгляда относительно Православия и истинного патриотизма. Как архипастырь, показал себя непоколебимо твёрдым поборником веры и благочестия, ревнителем истины, защитником Православия и русского населения от польско-католических интриг: в Московской духовной академии считался столпом ортодоксализма:

Как будто из глубины дониконовских времён восстал этот муж разума и силы и явился в нашу среду, чтобы сказать: «Не торопитесь! Потише! Не всё вперёд да вперёд, надо придерживаться и старинных заветов»
— У Троицы в Академии. Юбилейный сборник исторических материалов. — М., 1914. — С. 185
Особенностью архиепископа Алексия было то, что он никогда не говорил поучений с церковной кафедры и никогда не фотографировался.
Под его руководством Московским обществом любителей духовного просвещения в 1875—1884 годах создавался капитальный труд «Правила Св. Апостолов, Св. Соборов Вселенских и Поместных и Св. Отцов с толкованиями».

## Сочинения
- «Обетования и пророчества о Христе в Пятикнижии Моисеевом». Александра Лаврова-Платонова выпускное сочинение (1856)
- «Жизнь св. Иоанна Дамаскина» // «Прибавление к творениям святых отцов», 1857 г.
- «Архимандрит Порфирий, настоятель прававославной церкви в Риме» // «Душеполезное Чтение», 1866, № 2;
- Письма проф. А. Ф. Лаврова-Платонова (впоследствии высокопр. Алексия, архиепископа Литовского) к прот. А. В. Горскому: Письма 1-5 (Петербургские, 1866—1867 гг.);
- «Памяти Филарета, митрополита Московского» // «Душеполезное чтение». 1868. — Январь.
- «Вдовые священнослужители» // «Христианское чтение» 1870, № 12 и 1871 г., № 1;
- Новый вопрос в Православной Русской Церкви // «Прибавление к творениям святых отцов», 1871.
- Вторая апология по новому вопросу (ib.);
- Третья апология по новому вопросу // «Московские епархиальные ведомости». — 1872. — Март.
- «Предполагаемая реформа церковного суда» (1—2-й выпуск), 1873
- «Печатное письмо к А. С. Павлову» // «Чтение общества любителей духовного просвещение», 1876, № 8;
- «Слово в день годичного поминовения ректора Московской академии прот. А. В. Горского» // «Православное Обозрение» 1876, № 12);
- «Слово пред отпеванием проф. П. С. Казанского» (ib., 1878 г., № 3);
- «Речь в женской классической гимназии Фишер» (отд. брош.).